# Haut-Léon Communauté
Die Haut-Léon Communauté ist ein französischer Gemeindeverband mit der Rechtsform einer Communauté de communes im Département Finistère in der Region Bretagne. Er wurde am 26. Oktober 2016 gegründet und umfasst 14 Gemeinden. Der Sitz der Verwaltung ist Saint-Pol-de-Léon.

## Gründung
Als Nachfolgeorganisation der Gemeindeverbände Baie du Kernic und Pays Léonard entstand sie mit Wirkung vom 1. Januar 2017. Sie ist identisch mit dem Kanton Saint-Pol-de-Léon in den Grenzen seit 2015.

## Mitgliedsgemeinden
Haut-Léon Communauté besteht aus folgenden 14 Gemeinden:
| Gemeinde             | Bretonisch   | Einwohner (2022) | Fläche (km²) | Code postal | Code Insee |
| -------------------- | ------------ | ---------------- | ------------ | ----------- | ---------- |
| Cléder               | Kleder       | 3.582            | 37,44        | 29233       | 29030      |
| Île-de-Batz          | Enez-Vaz     | 457              | 3,05         | 29253       | 29082      |
| Lanhouarneau         | Lanhouarne   | 1.294            | 17,69        | 29430       | 29111      |
| Mespaul              | Mespaol      | 935              | 11,48        | 29420       | 29148      |
| Plouénan             | Plouenan     | 2.588            | 30,64        | 29420       | 29184      |
| Plouescat            | Ploueskad    | 3.549            | 14,79        | 29430       | 29185      |
| Plougoulm            | Plougouloum  | 1.761            | 18,37        | 29250       | 29192      |
| Plounévez-Lochrist   | Gwinevevez   | 2.285            | 39,54        | 29430       | 29206      |
| Roscoff              | Rosko        | 3.318            | 6,19         | 29680       | 29239      |
| Saint-Pol-de-Léon    | Kastell-Paol | 6.841            | 23,43        | 29250       | 29259      |
| Santec               | Santeg       | 2.435            | 8,06         | 29250       | 29273      |
| Sibiril              | Sibirill     | 1.154            | 11,47        | 29250       | 29276      |
| Tréflaouénan         | Trelaouenan  | 523              | 8,16         | 29440       | 29285      |
| Tréflez              | Trelez       | 984              | 15,76        | 29430       | 29287      |
| Haut-Léon Communauté |              | 31.706           | 246,07       | -           | -          |